# Cutty Sark
Cutty Sark var en berømt skotsk klipper, bygget i 1869 i Clyde. Skibet, der blev bygget til at sejle te fra Kina, var et af de hurtigste lastførende sejlskibe der nogensinde har eksisteret. Det har fungeret som museumsskib i en tørdok i Greenwich i England.
Skibet er opkaldt efter en "kort særk", som bl.a. bæres af en heks i digtet Tam o' Shanter af den skotske nationalpoet Robert Burns.

## Branden
Den 21. maj 2007 brød skibet i brand. I første omgang så branden meget omfattende ud. På det tidspunkt branden brød ud var skibet under renovering og var skilt ad, og ca. halvdelen af skibets dele var andre steder for at blive renoveret. Af de dele der var på brandstedet var det fortrinsvis midten af skibet, der var brændt væk. Der er mistanke om at branden er påsat.